# Marktkirche Bebertal

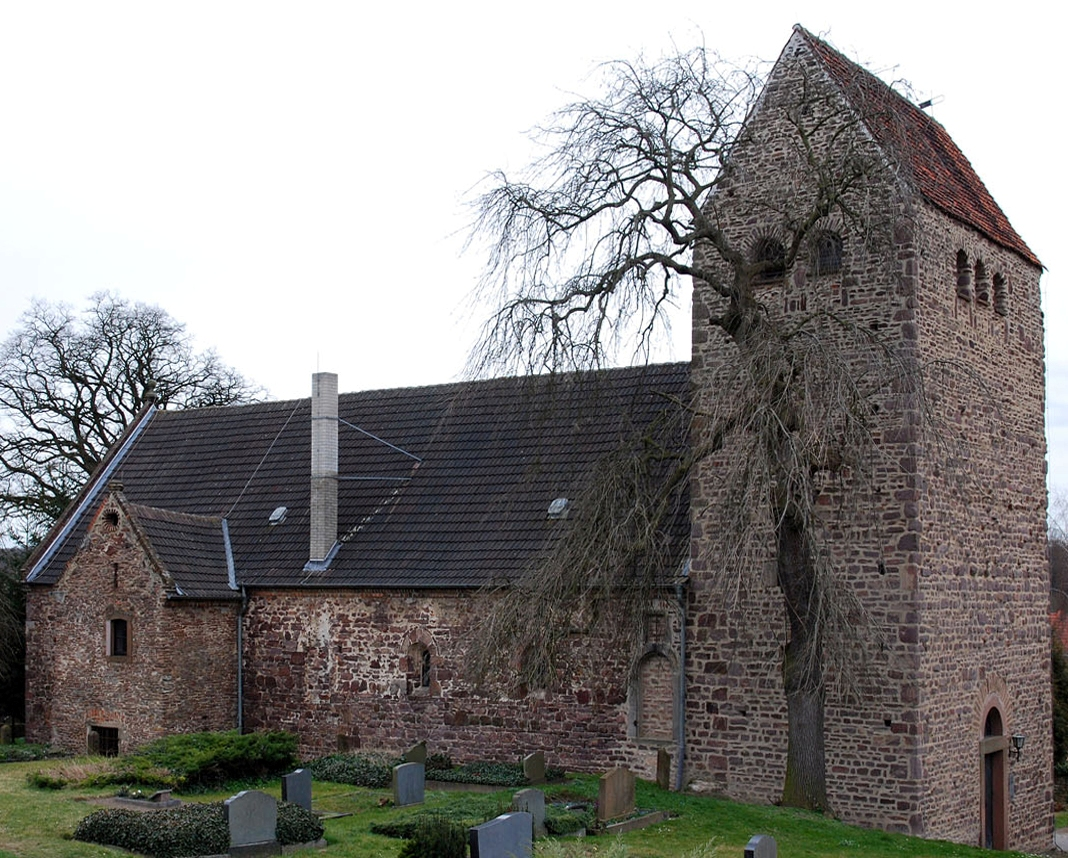
Kirche von Nordwest

 Die Marktkirche Bebertal ist eine St.-Jacobi-Kirche. Sie war die Kirche des ehemaligen Ortsteils Markt-Alvensleben und ist die von vier evangelischen Kirchen in Bebertal hauptsächlich genutzte Ortskirche. Sie steht auf dem Friedhof auf einem Porphyrhügel und bildet ein langgestrecktes Rechteck.

## Baugeschichte
Der älteste Teil der Kirche ist romanischen Ursprungs, der angebaute Westturm wohl spätromanisch. Nach dem Dreißigjährigen Krieg erfolgte bis 1696 ein Wiederherstellungsbau, der diese etwa um das Doppelte nach Osten erweiterte. Der obere barocke Teil des Turms stammt wohl aus der gleichen Bauzeit. Im Laufe des 19. Jahrhunderts erfolgten nur unwesentliche Veränderungen. Der Putz am Schiff hat sich zum größten Teil wieder gelöst. 

### Turm
Der ca. 14 m hohe Turm mit dem heutigen Haupteingang ist als Westbau aufgeführt. Schiff und Turm sind nicht in Verband gemauert, aber die Turmwestwand steht im Inneren im Verbund mit den anderen Turmseiten. Der Uhren- und Glockenturm mit barocken Rundbogenschallluken wird sonst nicht genutzt. Durch den romanischen Schiffgiebel ist eine alte Öffnung zum Dachstuhl gebrochen. 

### Schiff
Das Schiff ist im romanischen und barocken Stil erbaut, wie an den Fenstern an der Süd- und Nordseite zu erkennen ist. Nahe dem Turm war ein drittes Fenster der Nordwand durch eine Tür zum Herrschaftsstuhl ersetzt (heute vermauert). Bis 1685 bildete eine romanische Rundbogentür an der Südwand in der Nähe des Turms den Haupteingang, der vermauert wurde, als mit der barocken Erweiterung ein neuer Südeingang in den Choranbau gefügt wurde. Diese Tür war früher dem Geistlichen vorbehalten. Ein separater Zugang in der Oberetage der Sakristei an der Nordseite, vermutlich für den Organisten, ist ebenfalls vermauert. 

### Inneres
Die Kirche wurde 1927 und 1980 umfassend renoviert. Der Innenraum wirkt bunt. Die Wände sind ährengelb, die Bibelsprüche bolusrot.
Von 1927 stammen die elektrischen Holzbeleuchtungskörper. 1980 wurde der Sandstein- und Backsteinfußboden durch rote Klinkerplatten ersetzt.
Zwei Weihkreuze sind unter dem dritten und vierten Fenster (von Osten) an der Südwand erhalten.
Auf den Ölgemälden an der Empore sind Daniel in der Löwengrube, Jakobs Himmelsleiter, der barmherzige Samariter, Ölberg, Gang nach Emmaus, Himmelfahrt Christi und Pfingsten zu sehen. Die Gemälde sind einfache Arbeiten in bunten Farben. 

## Ausstattung

### Altar
Der Altar besteht aus einem gemauerten Block mit barocker Steinplatte und einem 2,70 m hohen und 2,50 m breiten hölzernen Aufbau. Dieser ist allerdings nicht mehr vollständig erhalten. Kurz vor 1685 verfertigt enthielt er damals noch vergoldete Figuren von Moses und Johannes und ein Gemälde der Taufe Christi.
Heute besteht der Altar aus der Predella mit seitlichem Knorpelwerk und einer Darstellung des Abendmahls (Öl auf Holz). Ein figurenreiches Kreuzigungsbild in Öl auf Holz (1,10 m Höhe und 0,95 m Breite) kann man im Hauptteil zwischen vorgestellten schwarzen korinthischen Säulen, die früher auf den gedrehten Säulen waren, erkennen. Die abgebildeten Personen haben Farben wie zinnoberrot, olivgrün und gelbblau. Der Himmel wirkt düster und ist schieferblau und gelb, der Erdboden hat eine bräunliche Färbung, das Inkarnat hat ein Gelb bis hin zu einem rötlichen Braun. Auch zu erkennen ist ein senkrechter Sprung durch die rechte Seite. Ein geschnitzter Engelskopf befindet sich im Gebälk über dem Gemälde, diese haben Seiten der Wangen aus Knorpelwerk und als Bekrönung feinblättrige Akanthusranken, die ebenso in Weiß und Gold erstrahlen.

### Kanzel
Die Kanzel befindet sich westlich neben dem Südportal und hat eine Höhe von etwa 5 m, der Durchmesser des Korbes ist 1,50 m breit und aus Holz geschnitzt. Die Standfiguren der Evangelisten stehen auf Sockeln mit ihren Symbolen, sind ca. 0,60 m hoch, an den vier Korbseiten in Nischen zwischen den Laubvoluten mit Fruchtgehängen. Der hölzerne Fuß hat einen Arkanthuskelch mit einer Mosesfigur, die 0,90 m hoch ist und auf einem Sandsteinsockel steht. Die Treppenwange hat geschnitzte Füllungen, diese Füllungen bestehen aus Laubwerk und Voluten wie am Korb. Die Tür ist ebenso mit geschnitzten Füllungen versehen und einer Bekrönung an deren Rückseite. Dort steht auch die Jahreszahl 1698, sowie die Worte „Rüeffe getrost, schone nicht“ geschrieben. An der Rückwand des Korbes zwischen geschnitzten Akanthusranken befindet sich die Figur des Salvator mundi in Öl auf Holz. Der Schalldeckel, der sich über der Kanzel befindet hat sechs Seiten. Auf der Weltkugel über der Kanzel befinden sich über straffem Laubgewinde durchbohrte Voluten und ein segnender Jesus. Alle diese Schnitzereien sind Weiß und Gold auf schwarzem Hintergrund. 1693 errichtete der Tischler M. Jordans für 16 Reichstaler die Kanzel. Der Kanzelkorb wird von einer geschnitzten Mosesfigur getragen, aus der die Wurzel Jesse emporwächst. Der Kanzeldeckel ist mit der Taube des Heiligen Geistes ausgestattet. Fünf Epitaphe davon vier Kindergräber und ein Grabmal des Anton von Randow.